# One Shot (Publikation)
Als One Shot wird eine einzelne Comic-Veröffentlichung bezeichnet, die nicht Teil einer Serie ist. Vor allem im amerikanischen Comicmarkt wird diese Bezeichnung häufig verwendet, um die einbändigen Comics von den sonst üblichen in monatlichem Rhythmus erscheinenden Comicserien zu unterscheiden.
Der Umfang eines One Shots ist unterschiedlich. In Amerika und Japan (hier yomikiri (jap. 読み切り) genannt) bezeichnet der Term Geschichten, die in einer einzelnen Heftausgabe erschienen, wobei sich Heft in Japan auf Manga-Magazine bezieht. In der Regel handelt es sich damit um kürzere Geschichten von 15 bis 60 Seiten. In Deutschland hingegen werden auch bedeutend längere Graphic Novels, sofern sie in einem Band herausgegeben werden, oder Manga-Einzelbände als One Shot bezeichnet, da hier die Veröffentlichung in Serienform entfällt.
Comiczeichner wählen die Form des One Shots auch, um Handlungsstränge aufzugreifen, die sich in der Serie zu weit vom eigentlichen Thema entfernen würden. Vor der Einführung neuer Serien kann durch einen One-Shot, der als Pilot die Personen und Themen der Serie vorstellt, die Akzeptanz bei den Lesern getestet werden. Einige One Shots „entleihen“ sich den Helden einer bekannten Serie und zeigen ihn aus einer anderen Perspektive, in anderen Lebenssituationen oder in einem anderen Alter.